# Просър
Просър (на английски: Prosser) е град в окръг Бентън, щата Вашингтон, САЩ. Просър е с население от 4838 жители (2000) и обща площ от 11,5 km². Намира се на 203 m надморска височина. ЗИП кодът му е 99350, а телефонният му код е 509.